# Ivica Šerfezi
Ivica Šerfezi, hrvaški kantavtor in pevec zabavne glasbe, * 1. december 1935, Zagreb, Hrvaška, † 28. maj 2004, Zagreb.
Prve pevske nastope je imel v plesnih dvoranah, vendar je večji uspeh požel šele z nastopom na stadionu NK Dinamo, kjer je nastopil skupaj z Domenicom Modugnom. V 46-letni zabavljaški in ne pevski karieri, kot je sam rad dejal, je Šerfezi nanizal 15 zlatih plošč in milijonske naklade v sodelovanju s skladateljem Nikico Kalogjero in v duetu z Ljupko Dimitrovsko. Poleg tega si je v 1960. letih ustvaril kariero in zvezdniški status na območju Sovjetske zveze, kjer je imel razprodanih več kot 150 koncertov. Imel je tudi opazne nastope v Vzhodni Nemčiji, med gostovanjem v ZDA pa je celo posnel album. 
Šerfa, kakor so ga klicali prijatelji, je bil prav tako tudi uspešen in predan športnik. Poleg opazne teniške kariere je bil Šerfezi tudi igralec golfa, reden gost nogometnih tekem in strasten ljubitelj hokeja na ledu.
Nekdanji športnik je živel precej zdravo, vendar so se mu v zadnjih letih življenja začele pojavljati težave z želodcem. V februarju 2004 so mu zdravniki svetovali in tudi opravili operacijo. Diagnoza je bila precej neugodna, saj so Ivici Šerfeziju odkrili raka. Marca tega leta je pričel s kemoterapijo, s pomočjo katere se je v aprilu že vrnil na glasbeno sceno. Za njegovo zdravstveno stanje je vedel le ožji krog njegovih sorodnikov in prijateljev. 
Osem dni pred smrtjo je Ivica skupaj z nemško pevko Dagmar Frederic nastopil v Dubrovniku. Nihče od obiskovalcev koncerta ni niti slutil, da bi bilo s Šerfezijem kaj narobe. Skupaj z Dagmar Frederic sta načrtovala še skupno turnejo po bivši Vzhodni Nemčiji, kjer je še vedno imel zvesto publiko, o čemer priča podatek, da je bil njegov koncert v Dresdnu že razprodan.
Nevarna bolezen je napredovala hitreje, kot je bilo pričakovano in Ivica je moral nujno v bolnišnico, kjer je v prisotnosti soproge umrl.

## Uspešnice
- Ruže su crvene
- Suze liju plave oči
- Ksimeroni
- Marija Elena
- Tko zna gdje si
- Žena naj bo doma
- Oj mladosti moja